# Metacirolana costata
Metacirolana costata là một loài chân đều trong họ Cirolanidae. Loài này được Nunomura miêu tả khoa học năm 1999.